# Jay Silvester
Jay Silvester (* 27. července 1937, Tremonton, Utah) je bývalý atletický reprezentant USA, který několikrát překonal světový rekord v hodu diskem a získal stříbrnou medaili na olympiádě v Mnichově v roce 1972.

## Život
Jay Silvester je 189 cm vysoký a v době sportovní kariéry vážil okolo 120 kg. Pracoval nejprve jako chemik, později jako pojišťovací agent a nakonec jako profesor sportu na Brigham Young University.

## Sportovní kariéra
Dne 11. srpna 1961 ve Frankfurtu nad Mohanem dosáhl výkon 60,56 m, což byl jeho první oficiální hod přes 60 metrů a tehdejší světový rekord. (Jeho dva krajané Al Oerter a Babka překonali vzdálenost 61 m, ale jejich výkony nebyly z důvodu formálních chyb uznány jako světové rekordy). O něco později, dne 20. srpna 1961 v Bruselu, podruhé překonal světový rekord výkonem 60,72 m. Dne 9. září 1961 hodil Jay Silvester v Los Angeles dokonce 64,06 m, ale tento výkon nebyl uznán jako světový rekord, protože terén měl nepovolený sklon. V roce 1962 překonal Silvesterův světový rekord Al Oerter výkonem 61,10 m. Později Al Oerter zlepšil rekord až na 62,94 m. Roku 1964 vytvořil nový světový rekord výkonem 64,55 m bývalý československý reprezentant Ludvík Daněk. Jay Silvester získal světový rekord zpět až 25. května 1968 výkonem 66,64 m. 18. září 1968 světový rekord ještě vylepšil na hodnotu 68,40 m.
Jay Silvester se zúčastnil čtyřikrát olympijských her. V roce 1964 vyhrál v USA kvalifikaci před Al Oerterem, nicméně na Letních olympijských hrách v Tokiu roku 1964 získal zlatou medaili jeho soupeř Al Oerter. Jay Silvester vybojoval až 4. místo. Po překonání světového rekordu v roce 1968 byl Silvester považován za favorita Letních olympijských her v Mexiku. V kvalifikaci sice hodil olympijský rekord 63,34 m, ale ve finálovém závodě jen 61,78 m, a proto skončil až na pátém místě.
V roce 1971 bojovali Jay Silvester a Ricky Bruch o to, kdo první překoná hranici 70 metrů. Švéd Ricky Bruch 17. dubna 1971 v Malmö dosáhl výkonu 70,12 m, ale po převážení se zjistilo, že disk byl o něco lehčí, než povolují pravidla. Jay Silvester hodil 70,38 m (16. května 1971 v Lancasteru) a 70,04 m (10. června 1971 v Ystadu), ale jeho výkony nebyly z formálních důvodů uznány jako světové rekordy. V dalších letech se mu už na žádných závodech nepodařilo hodit přes 70 metrů. Hranici 70 metrů překonal až v roce 1976 jiný diskař, Mac Wilkins.
Na Letních olympijských hrách v Mnichově v roce 1972 Silvester získal ve svých 35 letech stříbrnou medaili výkonem 63,50 m. Zvítězil Ludvík Daněk, který hodil 64,40 m. Jay Silvester ukončil dlouhou kariéru v roce 1976. Na Letních olympijských hrách v Montrealu roku 1976 hodil 61,98 m, což stačilo na osmé místo.

## Světové rekordy
- 60,56 m – 11. srpna 1961 (Frankfurt nad Mohanem)
- 60,72 m – 20. srpna 1961 (Brusel)
- 66,64 m – 25. května 1968 (Modesto)
- 68,40 m – 18. září 1968 (Reno)

## Jay Silvester a Československo
Jay Silvester byl kapitánem mužské části týmu USA, který vybojoval ve dnech 7. a 8. července 1975 v Praze na Strahově mezistátní atletické utkání (pro USA jak v mužích, tak i v ženách vítězné) s celky Československa a Polska. Jay Silvester skončil v hodu diskem výkonem 60,32 m na třetím místě - za vítězným kapitánem československého mužského týmu Ludvíkem Daňkem (63,14 m) a svým krajanem Kenem Stadelem (61,38 m).